# 科西嘉国际航空
科西嘉國際航空公司（法語：Corsair S.A.，又稱Corsair International）是一家總部設在法國兰日斯的航空公司。它目前是是法國第二大航空公司，僅次於法國航空，運營前往包括法国海外领地、非洲、北美洲在內15個目的地的定期航班以及包機業務。科西嘉航空以巴黎－奧利機場為運營基地。

## 歷史

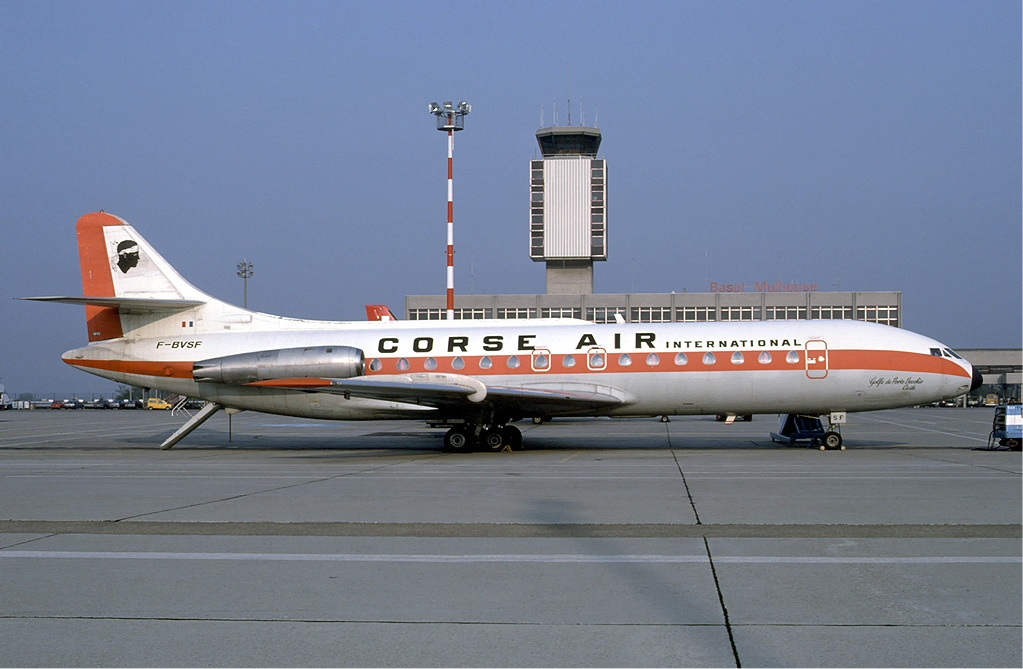
1985年，科西嘉國際航空的卡拉維爾型在巴塞爾機場

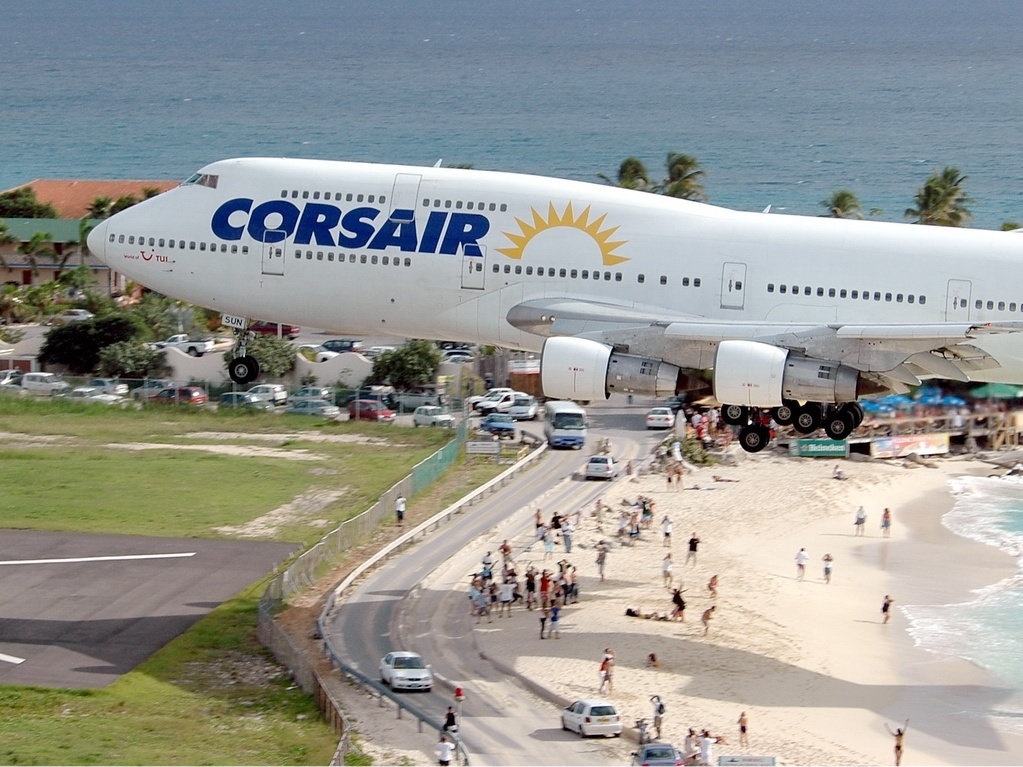
2004年科西嘉國際航空的波音747-300降落在朱麗安娜公主國際機場（機身上增加了途易航空的標誌）

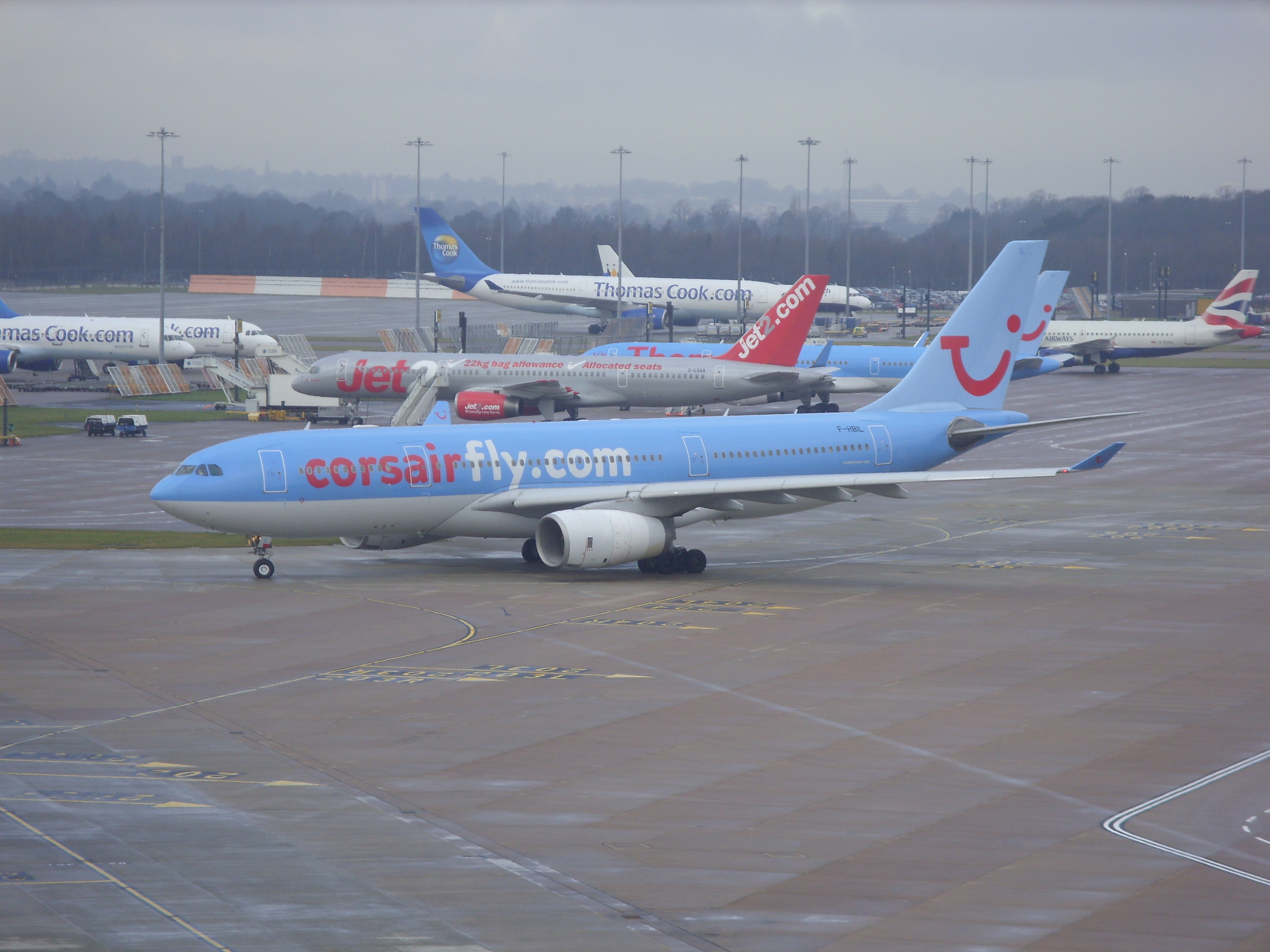
披上Corsairfly塗裝的A330(2011年)

科西嘉國際航空公司於1981年由科西嘉的羅西家族成立，當時稱作，同年5月17日開始運營，使用四架SE-210卡拉維爾。1990年，科西嘉國際航空被法國一家名為Nouvelles Frontières的旅行社收購，並更名為Corsair，次年獲得國際運營權。同樣在1990年，科西嘉國際航空接收了原屬泛美航空的一架波音747-100，次年接收另外一架，此後還引入了波音737-400、波音747-200、波音747SP等機型。1995年9月，科西嘉國際航空更從新加坡航空購入一架波音747-300並在機上配備580個客位，用於高客量航線，兩年後引進第二架。1999年，兩架空中巴士A330-200加入科西嘉國際航空，用於留尼汪航線。2000年，Nouvelles Frontières被途易旅遊收購。
2004年，科西嘉國際航空接收首架波音747-400，並啟用途易航空的藍色塗裝，此後又接收五架747-400以取代老舊的波音747-300。其中三架波音747-400的註冊號（F-HSEA、F-HSEX和F-HSUN）來源於香頌Sea Sex and Sun，另外兩架747-400的註冊號（F-HKIS、F-HLOV）源自Kiss et Love。2005年末，途易航空在其成員航空公司的名稱加上後綴“fly”，科西嘉國際航空的名稱由Corsair改為Corsairfly。
科西嘉國際航空保持著單架客機座位數最多的紀錄（在波音747-400上配備587個客位）。
2008年，科西嘉國際航空宣佈將中程航線網絡擴展至地中海，將長程航線網絡擴展至加拿大和美國，並與加拿大航空代碼共享。 此次擴展計劃的第一個目的地是邁阿密，於2010年6月開通，惟其餘計劃因航空公司的經營策略變化而被棄置。

## 近期發展

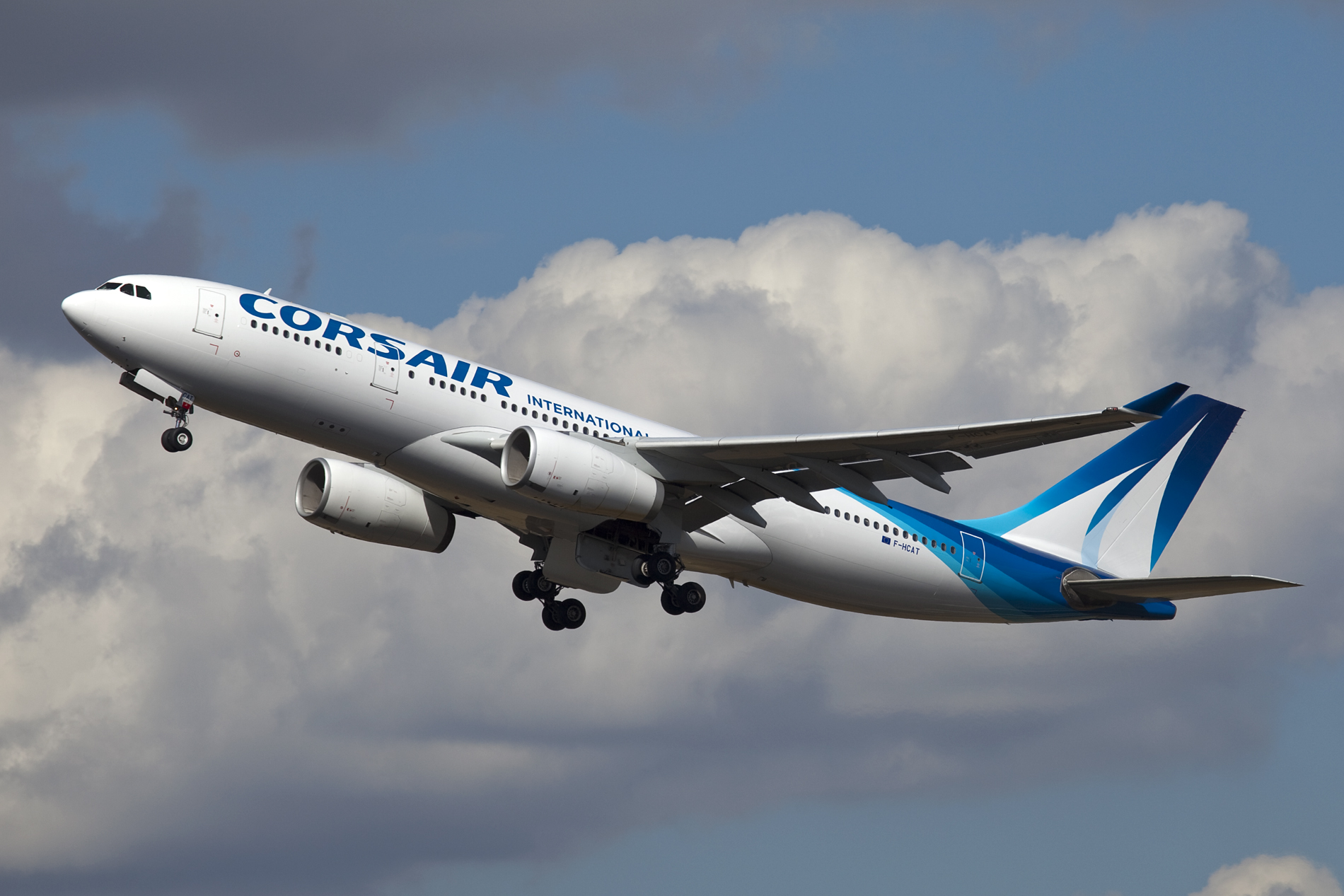
披上科西嘉國際航空新版塗裝的A330-200

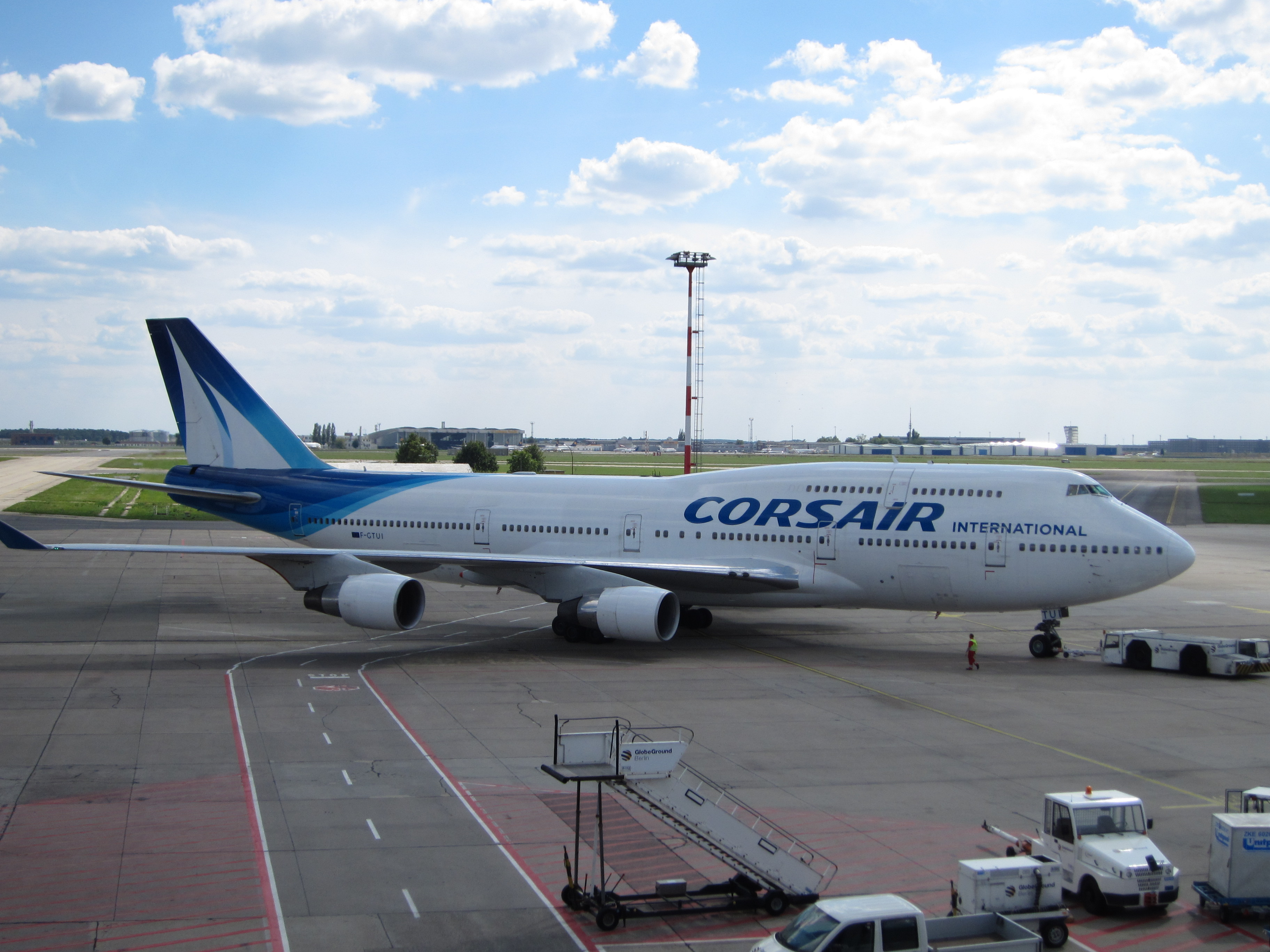
科西嘉國際航空的波音747-400在柏林舍訥費爾德國際機場（新版塗裝）

2010年5月27日，科西嘉國際航空宣佈了一個稱作“起飛2012”的計劃以使該公司現代化。該計劃包括裁員25%，用兩架來自途易航空的A330-200取代3架波音747-400，翻新機隊內所有客機的客艙，退出包機市場，重新安排目的地等。 該計劃截至2010年10月仍有待批准。
2012年3月22日，科西嘉國際航空宣佈更名為Corsair International，並且啟用新的企業形象。同年7月15日，首架使用新塗裝的科西嘉國際航空客機（A330-200型，編號為F-HBIL）由巴黎奧利機場首航蒙特利爾。

## 目的地

### 現有
截至2013年4月，科西嘉國際航空目的地如下：
- 非洲
  -  
    - 阿比讓 - 阿必尚國際機場

  -  马达加斯加
    - 塔那那利佛 - 伊瓦圖國際機場

  -  模里西斯
    - 西沃薩古爾·拉姆古蘭爵士國際機場

  -  馬約特
    - 藻德濟 - 藻德濟機場（英语：Dzaoudzi Pamandzi International Airport） （季節性）

  -  留尼汪
    - 圣但尼 - 羅蘭加洛斯機場

  -  塞内加尔
    - 達喀爾 – 利奧波德·塞達爾·桑戈爾國際機場

- 美洲
  -  加拿大
    - 蒙特利爾 - 皮埃爾·埃利奧特·特魯多國際機場 （季節性）

  -  瓜德羅普
    - 皮特爾角城 - 皮特爾角城國際機場

  -  馬提尼克
    - 法蘭西堡 - 马提尼克-亚米-凯萨国际机场

  -  荷屬聖馬丁
    - 菲利普斯堡 - 朱麗安娜公主國際機場

  -  
    - 蓬塔卡纳 - 蓬塔卡納國際機場（英语：Punta Cana International Airport）

- 歐洲
  -  法國
    - 巴黎 - 奧利機場（樞紐）

### 已停飛
- 非洲
  -   - 薩爾島
  -  马达加斯加 - 貝島

- 美洲
  -  加拿大 - 哈利法克斯，蒙克頓，魁北克市
  -  古巴 - 哈瓦那, 圣地亚哥·德·古巴
  -   - 羅馬納，聖斐利-銀港
  -  海地 - 太子港
  -  墨西哥 - 坎昆
  -  美国 - 洛杉磯，邁阿密, 紐約-肯尼迪, 奧克蘭(加利福尼亞州)

- 亞洲
  -  以色列 - 特拉維夫
  -  泰國 - 曼谷 （2001年停飛）

- 歐洲
  -  義大利 - 威尼斯 （2005年停飛）
  -  法國 - 里昂，馬賽 （2011年停飛）

- 大洋洲
  -  法屬玻里尼西亞 - 帕皮提 （2003年停飛）
  -  新喀里多尼亞 - 努美阿 （2001年停飛）

## 機隊
截至2025年8月，科西嘉國際航空公司機隊为9架如下：

## 外部連結
- Archive of corsair.fr